# ボールドリーズン
ボールドリーズン（Bold Reason、1968年 - 1985年）はアメリカ合衆国の競走馬、種牡馬。1971年のトラヴァーズステークスを制した。サドラーズウェルズ･フェアリーキング兄弟の母父として知られる。また無敗のアメリカ三冠馬となったシアトルスルーの父Bold Reasoningとは直接の関係はないがBold Reasoningの母父がHail to Reasonである。

## 競走馬時代
グッゲンハイムディスパーサルセールでウィリアム・レヴィンに5万2000ドルで落札された。
クラシック三冠競走ではそれぞれ3着、5着、3着に敗れるが、その後は芝･ダートを問わず活躍しトラヴァーズステークス、ハリウッドダービー、アメリカンダービー、レキシントンハンデキャップに勝利した。2年間で17戦7勝の成績を残し引退した。

## 種牡馬時代
引退後はロビンズネストファームで種牡馬入りした。2年後にクレイボーンファームに移動した。
21頭のステークスウィナーを輩出し、1984年にはサドラーズウェルズの活躍もありイギリス・アイルランドのリーディングブルードメアサイアーに輝いた。その翌年の1985年、サマンサファームで死亡した。

### 主な産駒
- Fairy Bridge（2戦2勝、サドラーズウェルズ･フェアリーキングの母）
- Castilla （イエローリボンステークス）
- The Liberal Member （ブルックリンハンデキャップ）
- Sound Reason （ソヴリン賞最優秀2歳牡馬）

### ブルードメアサイアーとしての主な産駒
- Sadler's Wells （イギリス・アイルランドリーディングサイアー14回）
- Fairy King （フランスリーディングサイアー）
- ヴァインゴールド（繁殖牝馬）

## 血統表
| ボールドリーズン (Bold Reason)の血統(ヘイルトゥリーズン系 / Blue Larkspur 4×4=12.50%、Teddy 5.5×5=9.38%、Pharos 5×5=6.25% (父内) 、Plucky Liege 5×5=6.25% (父内) ) | ボールドリーズン (Bold Reason)の血統(ヘイルトゥリーズン系 / Blue Larkspur 4×4=12.50%、Teddy 5.5×5=9.38%、Pharos 5×5=6.25% (父内) 、Plucky Liege 5×5=6.25% (父内) ) | ボールドリーズン (Bold Reason)の血統(ヘイルトゥリーズン系 / Blue Larkspur 4×4=12.50%、Teddy 5.5×5=9.38%、Pharos 5×5=6.25% (父内) 、Plucky Liege 5×5=6.25% (父内) ) | （血統表の出典）           | （血統表の出典） |
| 父 Hail to Reason 1958 黒鹿毛 | 父の父Turn-to 1951 鹿毛 | Royal Charger | Nearco                     | Nearco           |
| 父 Hail to Reason 1958 黒鹿毛 | 父の父Turn-to 1951 鹿毛 | Royal Charger | Sun Princess               |                  |
| 父 Hail to Reason 1958 黒鹿毛 | 父の父Turn-to 1951 鹿毛 | Source Sucree | Admiral Drake              | Admiral Drake    |
| 父 Hail to Reason 1958 黒鹿毛 | 父の父Turn-to 1951 鹿毛 | Source Sucree | Lavendula                  |                  |
| 父 Hail to Reason 1958 黒鹿毛 | 父の母Nothirdchance 1948 鹿毛 | Blue Swords | Blue Larkspur              | Blue Larkspur    |
| 父 Hail to Reason 1958 黒鹿毛 | 父の母Nothirdchance 1948 鹿毛 | Blue Swords | Flamign Swords             |                  |
| 父 Hail to Reason 1958 黒鹿毛 | 父の母Nothirdchance 1948 鹿毛 | Galla Colors | Sir Gallahad III           | Sir Gallahad III |
| 父 Hail to Reason 1958 黒鹿毛 | 父の母Nothirdchance 1948 鹿毛 | Galla Colors | Rouge et Noir              |                  |
| 母 Lalun 1952 鹿毛 | 母の父Djeddah 1945 栗毛 | Djebel | Tourbillon                 | Tourbillon       |
| 母 Lalun 1952 鹿毛 | 母の父Djeddah 1945 栗毛 | Djebel | Loika                      |                  |
| 母 Lalun 1952 鹿毛 | 母の父Djeddah 1945 栗毛 | Djezima | Asterus                    | Asterus          |
| 母 Lalun 1952 鹿毛 | 母の父Djeddah 1945 栗毛 | Djezima | Heldifann                  |                  |
| 母 Lalun 1952 鹿毛 | 母の母Be Faithful 1942 黒鹿毛 | Bimelech | Black Toney                | Black Toney      |
| 母 Lalun 1952 鹿毛 | 母の母Be Faithful 1942 黒鹿毛 | Bimelech | La Troienne                |                  |
| 母 Lalun 1952 鹿毛 | 母の母Be Faithful 1942 黒鹿毛 | Boodroot | Blue Larkspur              | Blue Larkspur    |
| 母 Lalun 1952 鹿毛 | 母の母Be Faithful 1942 黒鹿毛 | Boodroot | Knockaney Bridge F-No.19-b |                  |

- 父Hail to Reasonは同馬の項参照。
- 母Lalunはケンタッキーオークス馬。
- 半兄のNever Bendは1971年のイギリス・アイルランドリーディングサイアー。